# Wilhelm O’Kelly

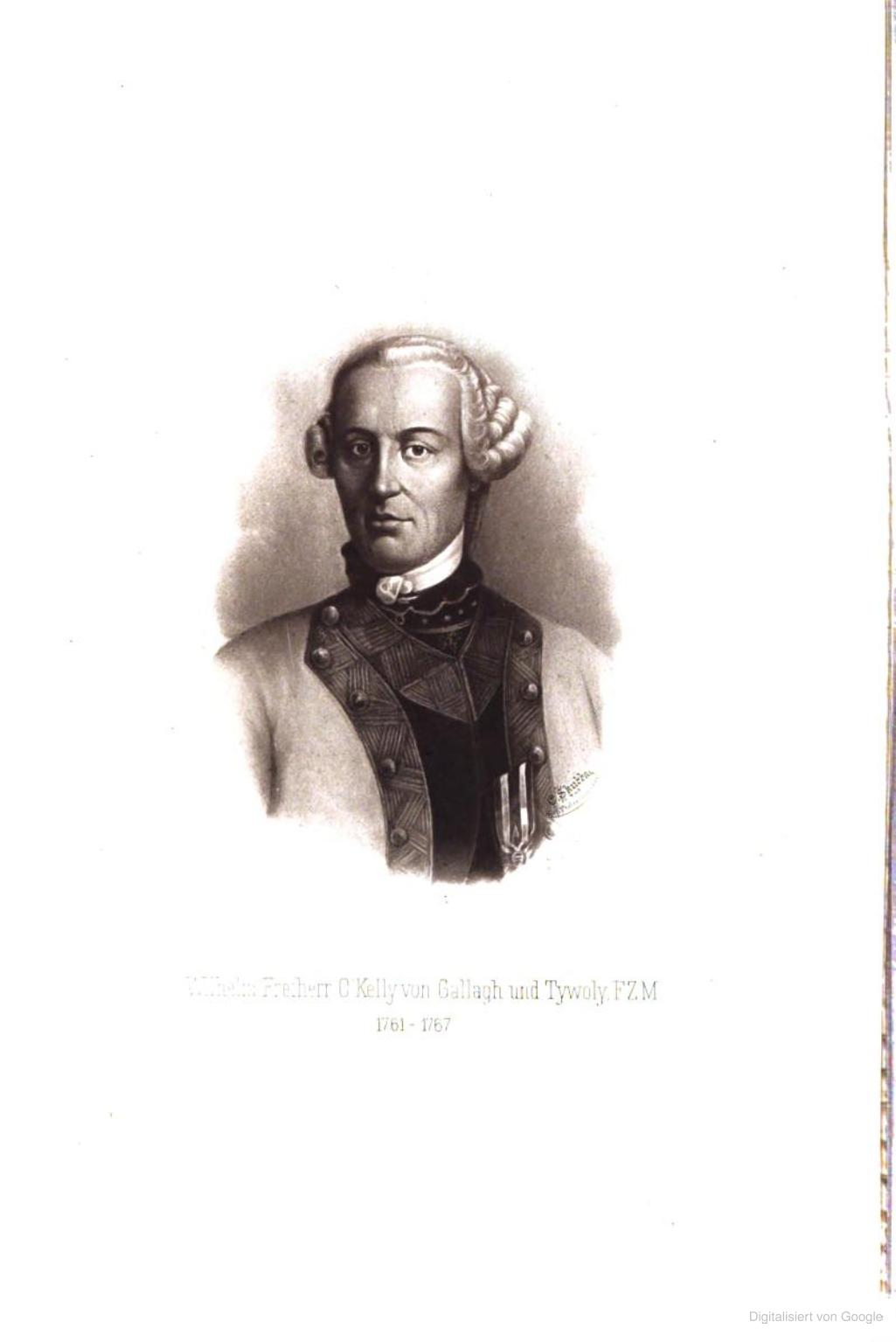
Wilhelm O’Kelly von Gallagh und Tywoly († 1767)

Graf Wilhelm O’Kelly von Gallagh und Tywoly (* um 1700 in Dublin; † 5. Februar 1767 in Wien) war k. k. Feldzeugmeister und Kommandeur des Maria-Theresia-Ordens. Er war Inhaber des Infanterieregiments No. 45.

## Herkunft
Er entstammte einer alten irischen Familie O’Kelly. Seine Eltern waren Donnchadh Reagh O’Kelly von Gallagh und dessen Ehefrau Eleanor Burke. Die Familie hatte nach der Schlacht von Aughrim 1691 ihren Stammsitz verloren.

## Leben
O’Kelly kam nach Österreich, um dort in die Armee einzutreten. Er wurde als Hauptmann übernommen und kam in das Infanterie-Regiment No. 7 (Graf Neipperg). Mit dem Regiment kämpfte er 1738 und 1739 im 7. Türkenkrieg. Er wurde dann Generaladjutant des Grafen Neipperg und zum Oberstleutnant befördert. Im Oktober 1744 wechselte er als Oberst und Kommandeur in das Infanterieregiment No. 15 (Pallavicini). Im Österreichischen Erbfolgekrieg kam er zur Armee nach Italien. Er zeichnete sich bei Roddofreddo aus und nahm an der Besetzung von Genua teil. Als es dort am 8. Dezember 1746 zu Unruhen kam, konnte er die Ordnung wieder herstellen. Er wurde am 16. Juni 1752 zum Generalmajor befördert und erhielt beim Ausbruch des Siebenjährigen Krieges eine eigene Brigade. Er zeichnete sich am 22. November 1757 in der Schlacht bei Breslau aus und erhielt dafür am 23. Januar 1760 das Ritterkreuz des Maria-Theresia-Ordens. Allerdings war er während der Schlacht von einer Kartätschenkugel am Kopf verwundet worden. Am 24. Januar 1758 zum Feldmarschall-Lieutenant befördert, zeichnete er sich erneut bei Hochkirch. Im Gefecht bei Kunzendorf konnte er die Absicht des preußischen Königs vereiteln, die Kunzendorfer Höhen zu erobern, um so die Österreicher einzukesseln. Am 3. November 1760 in der Schlacht bei Torgau war O’Kelly Flügekommandant der Hauptarmee unter Daun. Ihm stand dort ein Korps von vier Infanterie-Regimentern zur Verfügung. Der preußische General Zieten versuchte mit dreißig Bataillone und vierzig Schwadronen das Korps aus seiner Stellung zu vertreiben. Es gelang O’Kelly, so lange standzuhalten, bis die Verstärkung eintraf. Er hielt diese auch weiter über Nacht und deckte dann noch den Rückzug der Österreicher.
Nach dem Krieg wurde er am 15. Februar 1763 zum Feldzeugmeister ernannt und erhielt am 15. Oktober 1765 das Kommandeurskreuz des Maria-Theresia-Ordens. Er starb am 5. Februar 1767 in Wien. Am 27. November 1767 erhielt sein Sohn Festus O’Kelly die Bestätigung des Grafentitels und dessen Anerkennung für Österreich und Böhmen und dazu das böhmische Inkolat. Die österreichische Linie dieser Familie soll mit ihm erloschen sein.

## Familie
O’Kelly heiratete Elizabeth Dillon, Tochter von Robert Dillon von Clonbrock. Das Paar hatte mehrere Kinder: Conor, Festus, Patrick und Eleanor. 
Festus († 1811) wurde später kaiserlicher Botschafter in Dresden.